# Leustach Lajos
Leustach Lajos (Leustách; szlovákul Ľudovít Leustach; ? - Nagyszalatna, 1897. február 27.) Zólyom vármegyei főszolgabíró, amatőr régészeti kutató.

## Élete
A Leustach nemes családból származott.
1876-ban nagyszalatna járási ideiglenes iskolafelügyelő lett. 1879-től nagyócsai evangélikus egyházi gondnok. Thomka Gyula szolgabíróval a zólyomi pusztavár első ásatója. Thomkával régészeti kiállítást is rendeztek Zólyomban.
1882-ben Véglesen medvevadászaton is részt vett.
1896-ban az ezredéves kiállításon a történelmi főcsoportban kiállítási érmet és közreműködői érmet kapott. A Magyar Történelmi Társulat tagja és a besztercebányai Felvidék szabadkőműves páholy tagja volt. A Magyarországi Kárpát-egyesület zólyomvármegyei osztályában Nagyszalatna helyi képviselője. A zólyomi evangélikus esperességi törvényszék világi bírája volt. A Zólyom vármegyei lótenyész-bizottmány elnöke volt.
Nagyszalatnai szolgabíró volt, majd öngyilkos lett. Felesége Emília Breuer volt, akitől 4 lánya született (1881 Jolán, 1878-1946 Stahl Béláné Margit Vilma Jolán, 1874 Kornélia Jozefina Lujza, 1871?-1945 Mária, 1869 Télessy Jenő Lajosné Emília Ida Krisztina,).
Herman Ottó levelezésében maradtak fenn tőle és feleségétől levelek.

## Művei
- 1888 Zólyommegyei őstelepekről. Archaeológiai Értesítő VIII, 433
- 1895 Keresztes cserép bélyeg. Archaeológiai Értesítő XV/4, 377
- Adatok Véghlesváralján és környékén régente űzött műhalászat történetéhez. Zólyomi Híradó II.